# Platylabus punctifrons
Platylabus punctifrons är en stekelart som beskrevs av Thomson 1888. Platylabus punctifrons ingår i släktet Platylabus och familjen brokparasitsteklar. Arten är reproducerande i Sverige. Inga underarter finns listade i Catalogue of Life.